# Linha 8 (Metro de Barcelona)

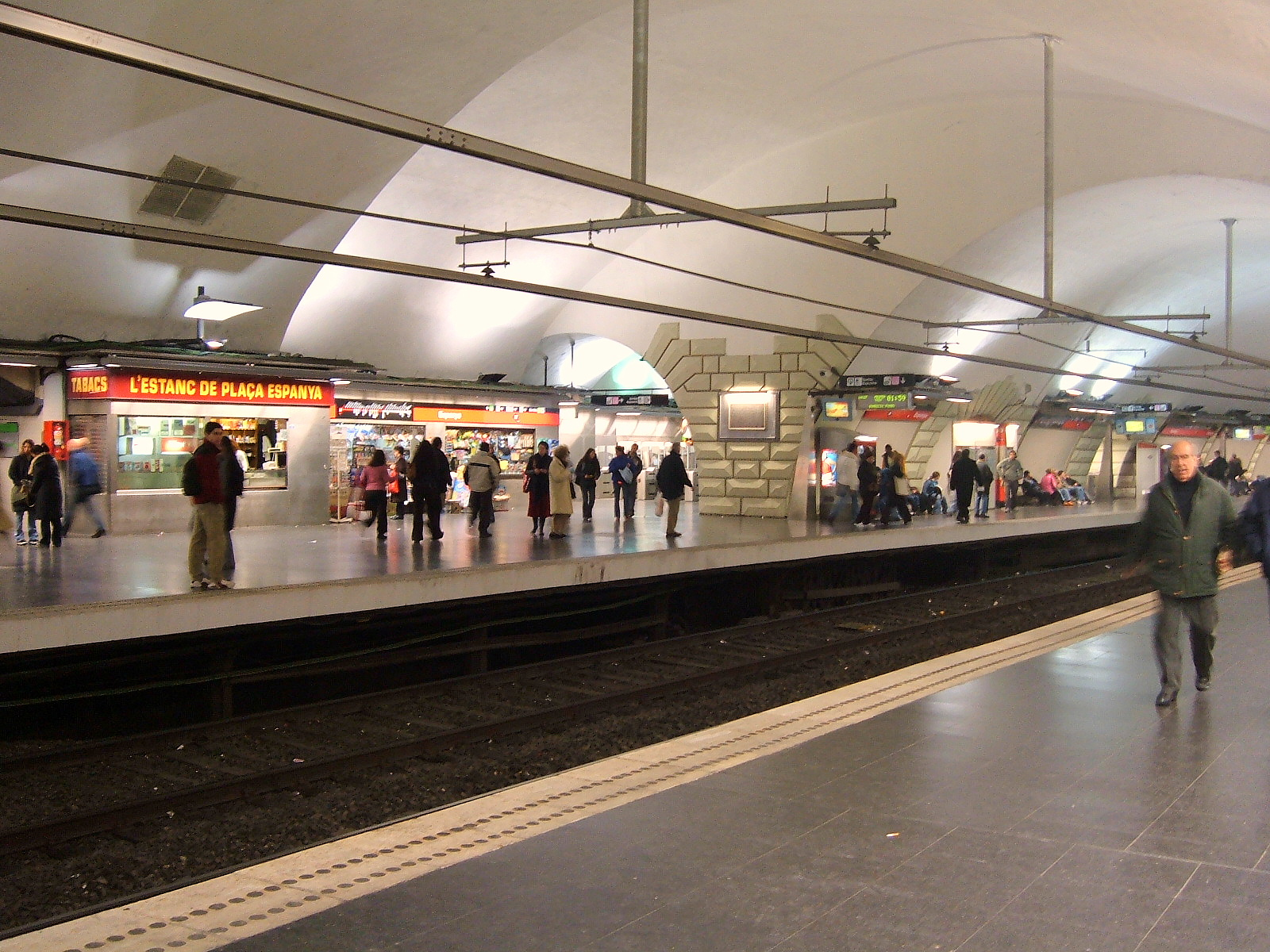
Estação Espanya (Metro de Barcelona).

A Linha 8 do Metro de Barcelona é operada pela FGC. O leito da linha acompanha o traçado da linha férrea inaugurada em 1908, que ligava a cidade de Barcelona a Martorell. Em 1997 com a inauguração da estação Estação Magòria-La Campana, e o aumento da frequencia da chegada dos trens as estações, a linha adquiriu característica de metro urbano.

## Informações técnicas

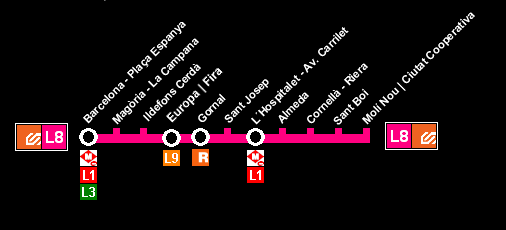
Linha 8 do Metro de Barcelona.

| Cor                           | Rosa                                                                             |
| Número de estações            | 11                                                                               |
| Tipo                          | Metro convencional. Sendo que a linha também é utilizada por trem suburbano.     |
| Distância                     | 12 Km                                                                            |
| Trens                         | Serie 211 e 213                                                                  |
| Tempo de viagem               |                                                                                  |
| bitola da via                 | 1.000 mm (bitola métrica)                                                        |
| Tração                        | Eletricidade                                                                     |
| Trecho ao ar livre            | Entre as estações Estação Cornellà Riera e Estação Moli Nou - Ciutat Cooperativa |
| Cobertura de telefone celular | Em toda a linha.                                                                 |
| Oficinas e páteos de manobra  |                                                                                  |
| Operadora                     | FGC                                                                              |